# Bennie and the Jets
"Bennie and the Jets" (también titulada "Benny & the Jets") es una canción escrita por el músico inglés Elton John y el compositor Bernie Taupin, e interpretada por John. La canción apareció por primera vez en el álbum Goodbye Yellow Brick Road en 1973. "Bennie and the Jets" ha sido una de las canciones más populares de John y se interpretó durante su aparición en Live Aid.
La pista fue un gran éxito en los Estados Unidos y Canadá, lanzada en 1974 como cara A y deletreada 'Bennie'. En la mayoría de los territorios, la pista se lanzó como cara B de "Candle in the Wind", pero se deletreaba 'Benny'. La carátula del álbum enumera constantemente la canción como 'Bennie', mientras que 'Bennie' o 'Benny' aparecen en el álbum de vinilo según el territorio. La pista fue lanzada como cara A en el Reino Unido en 1976, como "Benny and the Jets".
Ocupa el puesto 371 en la lista de Rolling Stone de las 500 mejores canciones de todos los tiempos.

## Composición de la canción
La canción habla de "Bennie and the Jets", una banda ficticia de la que el narrador de la canción es fanático. En entrevistas, Taupin ha dicho que la letra de la canción es una sátira de la industria musical de la década de 1970. La codicia y el brillo de la escena musical de principios de la década de 1970 se reflejan en las palabras de Taupin: Mataremos al ternero engordado esta noche, así que quédate, vas a escuchar música eléctrica, sólidas paredes de sonido.
Taupin también continúa describiendo el vestuario llamativo de "Bennie", el líder de la banda: Ella tiene botas eléctricas, un traje de mohair Sabes que lo leí en una revista, oh...

## Producción
A pesar de sonar como si hubiera sido grabada en vivo, la canción en realidad se grabó en el estudio, con efectos de sonido en vivo agregados más tarde. El productor Gus Dudgeon explicó:
Por alguna extraña razón, Elton tocó el acorde de piano de apertura de la canción exactamente un compás antes de que la canción realmente comenzara. Así que estaba haciendo la mezcla y seguía sonando este acorde que normalmente no esperarías escuchar. Me dirigí al ingeniero [David Hentschel] y le dije: '¿Qué te recuerda eso? … Es el tipo de cosas que la gente hace en el escenario justo antes de comenzar una canción". Solo para que todos digan: 'Está bien, aquí vamos, ¿listo?'. Por alguna razón, ese acorde que estaba allí me hizo pensar. , 'Tal vez deberíamos fingir vivir esto'.
Dudgeon mezcló sonidos de una actuación de John en 1972 en el Royal Festival Hall y un concierto de Jimi Hendrix en 1970 en la Isla de Wight. También incluyó una serie de silbidos de un concierto en vivo en Vancouver, y agregó aplausos y varios gritos.

## Lanzamiento
La canción fue la pista de cierre de la cara uno del álbum doble Goodbye Yellow Brick Road, y John se opuso a lanzarlo como sencillo, creyendo que fracasaría. CKLW en Windsor, Ontario, comenzó una gran difusión de la canción y se convirtió en la canción número 1 en el mercado de Detroit. Esta atención hizo que otras estaciones Top 40 estadounidenses y canadienses también lo agregaran a sus listas de reproducción. Como resultado, la canción alcanzó el puesto número 1 en la lista de sencillos de EE. UU. en 1974. En EE. UU., la RIAA la certificó como Oro el 8 de abril de 1974 y Platino el 13 de septiembre de 1995, y había vendido 2,8 millones de copias para agosto de 1976.
Cash Box dijo que "la canción es fuerte y vale la pena cada segundo de su 5:10".
"Bennie and the Jets" también fue el primer éxito de John en el Top 40 en lo que en ese momento se llamaba la lista Billboard Hot Soul Singles, donde alcanzó el puesto 15, la posición más alta de los tres sencillos que alcanzaron esa lista. La aceptación de "Bennie" en la radio R&B ayudó a que John, un gran fanático de la música soul, apareciera como invitado en la edición del 17 de mayo de 1975 de Soul Train, donde tocó "Bennie and the Jets" y "Philadelphia Freedom". En Canadá, ocupó el puesto número uno en la lista nacional de sencillos de RPM durante dos semanas (del 13 al 20 de abril), convirtiéndose en su primer sencillo número uno de 1974 y el cuarto en general.

## Personal
- Elton John – voz principal, piano y órgano Farfisa.
- Davey Johnstone – guitarras acústicas y eléctricas
- Dee Murray – bajo
- Nigel Olsson – batería

## Posicionamiento en listas

### Listas semanales
| País                  | Posición |
| --------------------- | -------- |
| Australia             | 5        |
| Canadá                | 1        |
| Francia               | 175      |
| Irlanda               | 18       |
| Nueva Zelanda         | 13       |
| Estados Unidos        | 1        |
| Estados Unidos (2019) | 9        |
| Reino Unido (1976)    | 37       |

## Certificaciones
| Región                                    | Certificado | Unidades/ventas |
| ----------------------------------------- | ----------- | --------------- |
| British Phonographic Industry             | Oro         | 400.000         |
| Recording Industry Association of America | 2× Platino  | 2.000.000       |

## Versiones
- Los Beastie Boys realizaron una versión para su álbum recopilatorio de 1998 Beastie Boys Anthology: The Sounds of Science. Asimismo, ha sido usada como sample en las canciones «Deep Inside» de Mary J. Blige y «Good Good» de Ashanti Douglas.

- En el año 2011, Haley Reinhart interpretó esta canción durante la semana del top 11 del American Idol (décima temporada), alcanzando más de un millón de visitas en Youtube en menos de un mes, convirtiéndose luego en una canción característica de dicha participante.
- P!nk grabó una versión de la canción con el rapero Logic para el álbum Revamp: Reimagining the Songs of Elton John & Bernie Taupin.
- Twenty One Pilots interpretó esta canción en conjunto a "Mulberry Street" en algunos de sus conciertos en el Icy Tour en 2022-2023.